# 16439 Yamehoshinokawa
16439 Yamehoshinokawa è un asteroide della fascia principale. Scoperto nel 1989, presenta un'orbita caratterizzata da un semiasse maggiore pari a 2,6463446 UA e da un'eccentricità di 0,0987116, inclinata di 12,21535° rispetto all'eclittica.